# Иаманидзе, Мелентий Семёнович
Мелентий Семёнович Иаманидзе (1904 год, Кутаиси, Кутаисская губерния, Российская империя — неизвестно, Кутаиси, Очемчирский район, Абхазская АССР, Грузинская ССР) — заведующий отделом сельского хозяйства Кутаисского района, Грузинская ССР. Герой Социалистического Труда (1950).

## Биография
Родился в 1904 году в Кутаисе Кутаисской губернии. Окончил агрономический факультет Тифлисского государственного университета. Трудился на различных административных и хозяйственных должностях в сельском хозяйстве Грузинской ССР.
В послевоенные годы возглавлял отдел сельского хозяйства Кутаисского района. Занимался восстановлением сельскохозяйственного производства. Благодаря его руководству сельскохозяйственные предприятия за годы Четвёртой пятилетки (1946—1950) достигли уровня довоенного производства. Способствовал перевыполнению в целом по району планового сбора урожая сортового зелёного чая на 84,1 %. Указом Президиума Верховного Совета СССР от 25 ноября 1950 года удостоен звания Героя Социалистического Труда за «получение высоких урожаев сортового зелёного чайного листа и винограда в 1949 году» с вручением ордена Ленина и золотой медали «Серп и Молот» (№ 5776).
Этим же Указом званием Героя Социалистического Труда были награждены первый секретарь Кутаисского райкома партии Леван Николаевич Габриадзе, председатель Кутаисского райисполкома Лаврентий Ражденович Маглаперидзе и главный районный агроном Георгий Окропирович Николайшвили.
После выхода на пенсию проживал в Кутаиси. С 1974 года — персональный пенсионер союзного значения. Дата смерти не установлена.